# Oderbruchzoo
Koordinaten: 52° 45′ 45″ N, 14° 10′ 1,9″ O
Der Oderbruchzoo ist ein kleiner Zoo, der durch Medienberichte während der Bedrohung durch das Oderhochwasser 1997 überregional bekannt wurde. Besonderheiten neben der Tierhaltung sind das angeschlossene Behindertendorf und regelmäßige kulturelle Veranstaltungen, auch zum Nachbarland Polen, sowie die mehrfache Gewährung von EU-Fördermitteln zum weiteren Ausbau. Der Oderbruchzoo befindet sich fünf Kilometer östlich der Kurstadt Bad Freienwalde (Oder) in Altreetz im brandenburgischen Landkreis Märkisch-Oderland im Oderbruch. Zum Jahresende 2023 wurde der Zoo bis auf Weiteres geschlossen.

## Geschichte
Der Oderbruchzoo wurde vom Biologielehrer Peter Weber als Schulgarten der örtlichen Schule zusammen mit den Kindern angelegt. Am 1. Juni 1986 wurde er als erster Schulzoo der DDR mit anfänglich 200 Tieren eingeweiht. Die ehemalige LPG Altreetz unterstützte den Zoo unter anderem durch die Bereitstellung von Futter. Ursprünglich wurden im Wesentlichen ortsübliche Tiere gehalten, vereinzelt wurden auch exotische Tiere gespendet, wie beispielsweise Affen und Kamele vom Tierpark Berlin.
Nach der Wende, 1990 übernahm der neu gebildete Landkreis die Trägerschaft für den Zoo und konnte für den weiteren Ausbau zum Teil EU-Fördermittel ausschöpfen. So entstand zusätzlich ein Behindertendorf am Zoogelände. Anfang 1994 wurde der Zoo privatisiert, wobei der Landkreis weiterhin die Finanzierung unterstützt. Das Tierfutter stellt die inzwischen gegründete Agrargenossenschaft Altreetz zur Verfügung. In den Folgejahren wurden die Tiergehege und der Tierbestand weiter ausgebaut, zusätzlich entstand ein aus Holz gebautes norwegisches Märchenhaus.
Das Oderhochwasser vom Juli und August 1997 – die so genannte Jahrhundertflut – drohte auch den Oderbruchzoo zu überfluten. Die Tiere wurden vorsorglich von der Bundeswehr in das höher gelegene Hinterland evakuiert. Da die Oderdeiche in diesem Abschnitt trotz schwerer Schäden und Absackungen im Raum Hohenwutzen durch den massiven Einsatz der Bundeswehr, der Feuerwehr, des Technischen Hilfswerks und anderer Helfer gehalten werden konnten, wurde der Oderbruchzoo letztendlich doch nicht überflutet.
Während dieser Bedrohung wurde der Zoo häufig von der politischen Prominenz mit entsprechendem Medienecho besucht. Die Berichterstattung während des Oderhochwassers verhalf dem Oderbruchzoo zu weiteren Geld-, Sach- und Tierspenden. Der Zoo wurde anschließend mit den Spendengeldern modernisiert. Die Besucherzahlen des Oderbruchzoos sind seitdem ständig gestiegen.
Neben den Tieren ist die inzwischen erbaute Kunstgalerie ein neuer kultureller Anziehungspunkt. Dort finden Ausstellungen deutscher, polnischer und internationaler Volkskunst, zum Beispiel afrikanischer Skulpturen, statt. In der Galerie gibt es ferner regelmäßig Lesungen und Diskussionsveranstaltungen, oft mit internationaler Beteiligung. Ein Schwerpunkt liegt beim Ausbau der Kontakte zum Nachbarland Polen.
Am 29. Juni 2006 unterzeichneten Peter Wilberg (damals Leiter der Oderbruchzoos) und sein Kollege Søren Rasmussen vom polnischen Safaripark Świerkocin einen Kooperationsvertrag, dessen Zielsetzung es ist, beide Einrichtungen im jeweils anderen Land bekannter zu machen und den Informations- und Erfahrungsaustausch zu fördern. Ein weiteres Ziel ist die angestrebte Zweisprachigkeit (deutsch und polnisch) auf Informationstafeln und -veranstaltungen.

## Tierbestand
Derzeit erfolgen umfangreiche Umbaumaßnahmen im Zoo. Es erfolgt eine verstärkte Ausrichtung auf einheimische Tierarten. Bei der Tierhaltung müssen die klimatischen Bedingungen im Oderbruch und die Versorgungsmöglichkeiten eines kleinen Zoos mit geringem Budget beachtet werden.
Es können neben verschiedenen Arten von einheimischen Haus- und Nutztieren wie Kaninchen, Ziegen, Schafen, Eseln und Ponys auch einzelne Exoten wie Kamel, Lama sowie ein Graupapagei gehalten werden.

## Feriendorf
Das dem Zoo angegliederte behindertengerecht gebaute Feriendorf ermöglicht es Besuchergruppen mit und ohne Behinderung, einige Tage im engen Kontakt mit den Tieren zu verbringen. Hiermit wird oft ein hoher therapeutischer Nutzen bei Menschen mit Behinderung erzielt. Durch die Bereitstellung von EU-Fördermitteln konnte das Behindertendorf in der Winterpause 2007/2008 modernisiert und ausgebaut werden.

## Lage
Der Oderbruchzoo liegt am südlichen Ortsrand von Altreetz in der Schulgartenstraße. Altreetz liegt rund sechs Kilometer nördlich von Wriezen beziehungsweise 12 Kilometer östlich des Zentrums von Bad Freienwalde. Die Entfernung zur Oder beträgt rund 7,5 Kilometer.
Unweit des Oderbruchzoos führt am Ortsrand von Altreetz ein erst 2005 fertiggestellter Radweg vorbei, der auf der stillgelegten Eisenbahnstrecke Wriezen – Altreetz – Neurüdnitz bis zur Eisenbahn-Oderbrücke angelegt wurde. Hier besteht Anschluss an den Oder-Neiße-Radweg auf dem bzw. parallel zum Oderdeich.